# Elisabeth Moss
Elisabeth Singleton Moss (Los Ángeles, California; 24 de julio de 1982) es una actriz y productora estadounidense, que saltó a la fama por su personaje de Peggy Olson en la multipremiada serie Mad Men y por su papel protagonista de June Osborne en la adaptación televisiva de El cuento de la criada, por la que recibió dos Emmy en 2017 por su labor como actriz y productora. También ha ganado dos premios del Sindicato de Actores al mejor reparto por Mad Men en 2009 y 2010 y dos Globos de Oro, por El cuento de la criada en 2017 y por la miniserie Top of the Lake en 2013.
Es conocida también por sus papeles en películas independientes o de terror como Inocencia interrumpida (1999), The One I Love (2014), Queen of Earth (2015), The Square (2017), Her Smell (2018), Nosotros (2018) o El hombre invisible (2020).
En el teatro, ha actuado en las producciones de Broadway Speed the Plow (2008), de David Mamet y The Heidi Chronicles (2015), de Wendy Wasserstein. Por esta última, recibió una nominación al premio Tony a la mejor actriz de obra de teatro. También apareció en la producción del West End The Children's Hour (2011), de Lillian Hellman.

## Carrera
Entre 1992 y 1995 participó en algunos episodios de la serie Picket Fences, en el papel de Cynthia Parks. Asimismo, en 1993 prestó su voz para el personaje de Michelle en la película animada El bosque de colores. Ese mismo año apareció en el remake de Gipsy, protagonizada por Bette Midler, y dos años más tarde en la remake del film de Disney Escape to Witch Mountain.
En 1999 tuvo una pequeña participación en Inocencia interrumpida, junto a Winona Ryder y Angelina Jolie. Ese mismo año también participó en Algo va a cambiar en tu vida, junto a Loren Dean. Otros de sus créditos para la pantalla grande incluyen las películas Heredarás la tierra, con Jessica Lange, Michelle Pfeiffer y Jennifer Jason Leigh; Anywhere But Here, junto a Susan Sarandon y Natalie Portman; Virgin; The Missing, con Cate Blanchett y Tommy Lee Jones; The Attic;The Pack; En el camino; The One I Love; The Free World; Did You Hear About the Morgans?, en la que interpretó a la asistente de Sarah Jessica Parker y Get Him to the Greek, en la que trabajó junto a las cantantes Pink, Katy Perry y Christina Aguilera.
También participó en numerosas series de televisión como Law & Order, Invasion, The West Wing (en el papel de la hija pequeña del presidente Barlett) Medium, Grey's Anatomy, Ghost Whisperer y Saturday Night Live, entre otras.
Entre 2007 y 2015 actuó en el papel de Peggy Olson en la multipremiada serie Mad Men. La serie se centra en la vida de Don Draper (Jon Hamm), un alto ejecutivo de publicidad, y la gente con la que trata tanto dentro como fuera de la oficina. También se describen los cambios morales que sufrió la sociedad norteamericana en la década de 1960.
En 2014 ganó el Globo de Oro por la miniserie Top of the Lake, dirigida por Jane Campion.
Desde 2017 da vida a June Osborne en la serie de televisión El cuento de la criada, basada en el libro homónimo de la autora Margaret Atwood, serie con la que ganó su primer premio Emmy y su segundo Globo de Oro.
En 2020 interpretó a Cecilia en el El hombre invisible, dirigida por Leigh Whannell, que reformuló la novela de H. G. Wells como la historia de una mujer aterrorizada por su abusivo ex magnate de la tecnología, que usa su traje de invisibilidad para acosarla. Ese mismo año Moss protagonizó Shirley, junto a Michael Stuhlbarg y dirigida por Josephine Decker, interpretando el papel de la autora Shirley Jackson, que se estrenó en el Festival de Cine de Sundance.

## Vida personal
El 25 de octubre de 2009 se casó con Fred Armisen, estrella del programa Saturday Night Live. La pareja se separó en junio de 2010 y Moss pidió el divorcio el 20 de septiembre del mismo año, en Los Ángeles, por diferencias irreconciliables. Los trámites del divorcio concluyeron el 13 de mayo de 2011.
En enero de 2024 anunció que iba a ser madre por primera vez.
Moss es miembro de la Iglesia de la Cienciología, y asegura que no siente que eso sea incompatible con ser feminista. Después de que un fan cuestionase si su papel en El cuento de la criada le ha hecho replantearse su compromiso con la cienciología, la actriz defendió sus creencias en Instagram, afirmando que "la libertad religiosa, la tolerancia y el entendimiento de la verdad y los derechos de la igualdad para todas las razas, religiones y credos son extremadamente importantes" para ella.

## Filmografía

### Cine
| Año  | Título                          | Papel                 | Notas              |
| ---- | ------------------------------- | --------------------- | ------------------ |
| 1991 | Suburban Commando               | Little Girl           |                    |
| 1993 | Once Upon a Forest              | Michelle (voz)        |                    |
| 1993 | Recycle Rex                     | Unknown (voz)         | Cortometraje       |
| 1994 | Imaginary Crimes                | Greta Weiler          |                    |
| 1995 | Separate Lives                  | Ronni Beckwith        |                    |
| 1995 | The Last Supper                 | Jenny Tyler           |                    |
| 1997 | A Thousand Acres                | Linda                 |                    |
| 1998 | Angelmaker                      | Little Turcott        | Cortometraje       |
| 1999 | The Joyriders                   | Jodi                  |                    |
| 1999 | Mumford                         | Katie Brockett        |                    |
| 1999 | Anywhere But Here               | Rachel                |                    |
| 1999 | Inocencia interrumpida          | Polly 'Torch' Clark   |                    |
| 2002 | West of Here                    | Cherise               |                    |
| 2002 | Heart of America                | Robin Walters         |                    |
| 2003 | Temptation                      | Wind / Morgan         |                    |
| 2003 | Virgin                          | Jessie Reynolds       |                    |
| 2003 | The Missing                     | Anne                  |                    |
| 2005 | Bittersweet Place               | Paulie Schaffer       |                    |
| 2007 | The Attic                       | Emma Callan           |                    |
| 2007 | They Never Found Her            | Anna                  | Cortometraje       |
| 2007 | Day Zero                        | Patricia              |                    |
| 2007 | Honored                         | Katie                 | Cortometraje       |
| 2008 | The Pack                        | Lily                  |                    |
| 2008 | New Orleans, Mon Amour          | Hyde                  |                    |
| 2009 | Did You Hear About the Morgans? | Jackie Drake          |                    |
| 2010 | A Buddy Story                   | Susan                 |                    |
| 2010 | Get Him to the Greek            | Daphne Binks          |                    |
| 2011 | Green Lantern: Emerald Knights  | Arisia Rrab (voz)     |                    |
| 2012 | Smoking/Non-Smoking             | Diana Whelan          |                    |
| 2012 | Darling Companion               | Grace Winter          |                    |
| 2012 | On the Road                     | Galatea Dunkel        |                    |
| 2014 | Listen Up Philip                | Ashley                |                    |
| 2014 | The One I Love                  | Sophie                |                    |
| 2015 | Queen of Earth                  | Catherine             | También productora |
| 2015 | Meadowland                      | Shannon               |                    |
| 2015 | Truth                           | Lucy Scott            |                    |
| 2015 | High-Rise                       | Helen Wilder          |                    |
| 2016 | The Free World                  | Doris Lamb            |                    |
| 2016 | Chuck                           | Phyllis Wepner        |                    |
| 2017 | Mad to Be Normal                | Angie Wood            |                    |
| 2017 | The Square                      | Anne                  |                    |
| 2018 | The Seagull                     | Masha                 |                    |
| 2018 | The Old Man & the Gun           | Dorothy               |                    |
| 2018 | Her Smell                       | Becky Something       | También productora |
| 2019 | Light of My Life                | Mom                   |                    |
| 2019 | Nosotros                        | Kitty Tyler / Dahlia  |                    |
| 2019 | The Kitchen                     | Claire Walsh          |                    |
| 2020 | The Invisible Man               | Cecilia               |                    |
| 2020 | Shirley                         | Shirley Jackson       | También productora |
| 2021 | The French Dispatch             | Alumna                |                    |
| 2023 | Next Goal Wins                  | Gail Megaloudis-Rogen |                    |

### Televisión
| Año         | Título                                          | Papel               | Notas                                                                       |
| ----------- | ----------------------------------------------- | ------------------- | --------------------------------------------------------------------------- |
| 1999 - 2006 | The West Wing                                   | Zoey Bartlet        | 25 episodios                                                                |
| 2001        | Spirit                                          | Kelly               | Telefilme                                                                   |
| 2003        | The Practice                                    | Jessica Palmer      | 1 episodio                                                                  |
| 2005        | Law & Order: Trial by Jury                      | Katie Nevins        | 1 episodio                                                                  |
| 2005 - 2006 | Invasión                                        | Christina           | 5 episodios                                                                 |
| 2006        | Law & Order: Criminal Intent                    | Rebecca Colemar     | 1 episodio                                                                  |
| 2007        | Grey's Anatomy                                  | Nina Rogerson       | 1 episodio                                                                  |
| 2007        | Medium                                          | Jennie              | 1 episodio                                                                  |
| 2007 - 2015 | Mad Men                                         | Peggy Olson         | Principal, 88 episodios                                                     |
| 2008        | Saturday Night Live                             | Peggy Olson         | Episodio: "Jon Hamm/Coldplay"                                               |
| 2008        | Fear Itself                                     | Danny Bannerman     | Episodio: "El devorador"                                                    |
| 2013        | Los Simpsons                                    | Gretchen (voz)      | Episodio:"Labor Pains"                                                      |
| 2013, 2017  | Top of the Lake                                 | Robin Griffin       | 12 episodios                                                                |
| 2017 - 2025 | El cuento de la criada                          | June Osborne/Offred | Principal, 46 episodios; productora ejecutiva y directora de seis episodios |
| 2020        | A West Wing Special to Benefit When We All Vote | Ella misma          | Especial de televisión                                                      |
| 2022        | Shining Girls                                   | Kirby               | Principal, 8 episodios; productora ejecutiva y directora de dos episodios   |
| 2024        | The Veil                                        | Imogen Salter       | También productora ejecutiva                                                |

## Premios y nominaciones
| Premios Primetime Emmy | Premios Primetime Emmy                    | Premios Primetime Emmy | Premios Primetime Emmy | Premios Primetime Emmy |
| Año                    | Categoría                                 | Trabajo Nominado       | Resultado              | Ref.                   |
| ---------------------- | ----------------------------------------- | ---------------------- | ---------------------- | ---------------------- |
| 2009                   | Mejor actriz - Serie dramática            | Mad Men                | Nominada               | [ 13 ]                 |
| 2010                   | Mejor actriz de reparto - Serie dramática | Mad Men                | Nominada               | [ 13 ]                 |
| 2011                   | Mejor actriz - Serie dramática            | Mad Men                | Nominada               | [ 13 ]                 |
| 2012                   | Mejor actriz - Serie dramática            | Mad Men                | Nominada               | [ 13 ]                 |
| 2013                   | Mejor actriz - Serie dramática            | Mad Men                | Nominada               | [ 13 ]                 |
| 2013                   | Mejor actriz - Miniserie o telefilme      | Top of the Lake        | Nominada               | [ 13 ]                 |
| 2015                   | Mejor actriz - Serie dramática            | Mad Men                | Nominada               | [ 13 ]                 |
| 2017                   | Mejor serie dramática                     | El cuento de la criada | Ganadora               | [ 13 ]                 |
| 2017                   | Mejor actriz - Serie dramática            | El cuento de la criada | Ganadora               | [ 13 ]                 |
| 2018                   | Mejor serie dramática                     | El cuento de la criada | Nominada               | [ 13 ]                 |
| 2018                   | Mejor actriz - Serie dramática            | El cuento de la criada | Nominada               | [ 13 ]                 |
| 2020                   | Mejor serie dramática                     | El cuento de la criada | Nominada               | [ 13 ]                 |
| 2021                   | Mejor actriz - Serie dramática            | El cuento de la criada | Nominada               | [ 13 ]                 |
| 2023                   | Mejor actriz - Serie dramática            | El cuento de la criada | Nominada               | [ 13 ]                 |

| Premios Globo de Oro | Premios Globo de Oro                 | Premios Globo de Oro   | Premios Globo de Oro | Premios Globo de Oro |
| Año                  | Categoría                            | Trabajo Nominado       | Resultado            | Ref.                 |
| -------------------- | ------------------------------------ | ---------------------- | -------------------- | -------------------- |
| 2011                 | Mejor actriz - Serie dramática       | Mad Men                | Nominada             | [ 14 ]               |
| 2014                 | Mejor actriz - Miniserie o telefilme | Top of the Lake        | Ganadora             | [ 14 ]               |
| 2018                 | Mejor actriz - Serie dramática       | El cuento de la criada | Ganadora             | [ 14 ]               |
| 2022                 | Mejor actriz - Serie dramática       | El cuento de la criada | Nominada             | [ 14 ]               |

| Premios del Sindicato de Actores | Premios del Sindicato de Actores     | Premios del Sindicato de Actores | Premios del Sindicato de Actores | Premios del Sindicato de Actores |
| Año                              | Categoría                            | Trabajo Nominado                 | Resultado                        | Ref.                             |
| -------------------------------- | ------------------------------------ | -------------------------------- | -------------------------------- | -------------------------------- |
| 2008                             | Mejor reparto - Serie dramática      | Mad Men                          | Nominada                         | [ 15 ]                           |
| 2009                             | Mejor actriz - Serie dramática       | Mad Men                          | Nominada                         | [ 16 ]                           |
| 2009                             | Mejor reparto - Serie dramática      | Mad Men                          | Ganadora                         | [ 16 ]                           |
| 2010                             | Mejor reparto - Serie dramática      | Mad Men                          | Ganadora                         | [ 17 ]                           |
| 2011                             | Mejor actriz - Serie dramática       | Mad Men                          | Nominada                         | [ 18 ]                           |
| 2011                             | Mejor reparto - Serie dramática      | Mad Men                          | Nominada                         | [ 18 ]                           |
| 2013                             | Mejor reparto - Serie dramática      | Mad Men                          | Nominada                         | [ 19 ]                           |
| 2014                             | Mejor actriz - Miniserie o telefilme | Top of the Lake                  | Nominada                         | [ 20 ]                           |
| 2016                             | Mejor reparto - Serie dramática      | Mad Men                          | Nominada                         | [ 21 ]                           |
| 2018                             | Mejor actriz - Serie dramática       | El cuento de la criada           | Nominada                         | [ 22 ]                           |
| 2018                             | Mejor reparto - Serie dramática      | El cuento de la criada           | Nominada                         | [ 22 ]                           |
| 2019                             | Mejor actriz - Serie dramática       | El cuento de la criada           | Nominada                         | [ 23 ]                           |
| 2019                             | Mejor reparto - Serie dramática      | El cuento de la criada           | Nominada                         | [ 23 ]                           |
| 2022                             | Mejor actriz - Serie dramática       | El cuento de la criada           | Nominada                         | [ 24 ]                           |
| 2022                             | Mejor reparto - Serie dramática      | El cuento de la criada           | Nominada                         | [ 24 ]                           |

| Premios de la Crítica Televisiva | Premios de la Crítica Televisiva   | Premios de la Crítica Televisiva | Premios de la Crítica Televisiva | Premios de la Crítica Televisiva |
| Año                              | Categoría                          | Trabajo Nominado                 | Resultado                        | Ref.                             |
| -------------------------------- | ---------------------------------- | -------------------------------- | -------------------------------- | -------------------------------- |
| 2011                             | Mejor actriz en serie de drama     | Mad Men                          | Nominada                         |                                  |
| 2012                             | Mejor actriz en serie de drama     | Mad Men                          | Nominada                         |                                  |
| 2013                             | Mejor actriz en serie de drama     | Mad Men                          | Nominada                         |                                  |
| 2013                             | Mejor actriz en película/miniserie | Top of the Lake                  | Ganadora                         |                                  |
| 2018                             | Mejor actriz en serie de drama     | El cuento de la criada           | Ganadora                         |                                  |
| 2019                             | Mejor actriz en serie de drama     | El cuento de la criada           | Nominada                         |                                  |

| Critics' Choice Super Awards | Critics' Choice Super Awards           | Critics' Choice Super Awards | Critics' Choice Super Awards | Critics' Choice Super Awards |
| Año                          | Categoría                              | Trabajo Nominado             | Resultado                    | Ref.                         |
| ---------------------------- | -------------------------------------- | ---------------------------- | ---------------------------- | ---------------------------- |
| 2021                         | Mejor actriz en una película de horror | El hombre invisible          | Ganadora                     | [ 25 ]                       |